# Naemospora microspora
Naemospora microspora är en svampart som beskrevs av Desm. 1830. Naemospora microspora ingår i släktet Naemospora, divisionen sporsäcksvampar och riket svampar.   Inga underarter finns listade i Catalogue of Life.